# Gabriela Martinovová
Gabriela Martinovová (* 14. listopadu 1981 Dvůr Králové nad Labem) je bývalá česká alpská lyžařka, která závodila v letech 1996–2004.
Startovala na ZOH 2002, kde se v kombinaci umístila na 23. místě a ve sjezdu na 30. místě (superobří slalom nedokončila). Zúčastnila se také světového šampionátu v roce 2003 a zimních univerziád v letech 2001 a 2003, přičemž na Univerziádě 2003 vyhrála závod ve sjezdu.